# Mus cookii
Mus cookii is een knaagdier uit het geslacht Mus dat voorkomt in Zuid-India en van Nepal en Noordoost-India tot Zuidwest-Yunnan (Zuid-China), Vietnam en Thailand. Waarschijnlijk bestaan er meerdere soorten binnen wat nu als M. cookii wordt beschouwd: er zijn op verschillende plaatsen twee groepen binnen de soort erkend, die verschillen in grootte. Er zijn fossielen bekend sinds het Laat-Plioceen.
Deze soort heeft naar achteren gebogen voortanden. De staart is tweekleurig; de buikvacht is wit tot grijs. Vrouwtjes hebben 3+2=10 mammae.
In onderstaande tabel zijn gemiddelden van de maten van drie verschillende vormen van M. cookii opgenomen. Alle maten zijn in millimeter, behalve gewicht in gram.
| Maat             | cookii | nagarum | palnica |
| ---------------- | ------ | ------- | ------- |
| Gewicht          | 23,27  | 15,06   | -       |
| Kop-romplengte   | 92,7   | 73,4    | 76,7    |
| Staartlengte     | 83,5   | 73,8    | 78,6    |
| Achtervoetlengte | 19,24  | 17,26   | 17,91   |
| Schedellengte    | 24,48  | 21,94   | 22,17   |